# Maison, 1 rue Pas-du-Minage (La Rochelle)
La maison, bâtie au XVIe siècle, est située 1 rue Pas-du-Minage et impasse Tout-y-Fault à La Rochelle, en France. L'immeuble a été inscrit au titre des monuments historiques en 1926.

## Historique
La maison appartient au XVIe siècle à Pierre Bizet, seigneur de la Barrouère, pair de la ville, et reste propriété des Bizet de La Barrouère jusqu'au XVIIIe siècle.
En 1924, la maison est remaniée et le porche est supprimé.
Le bâtiment est inscrit au titre des monuments historiques par arrêté du 2 décembre 1924.

## Architecture

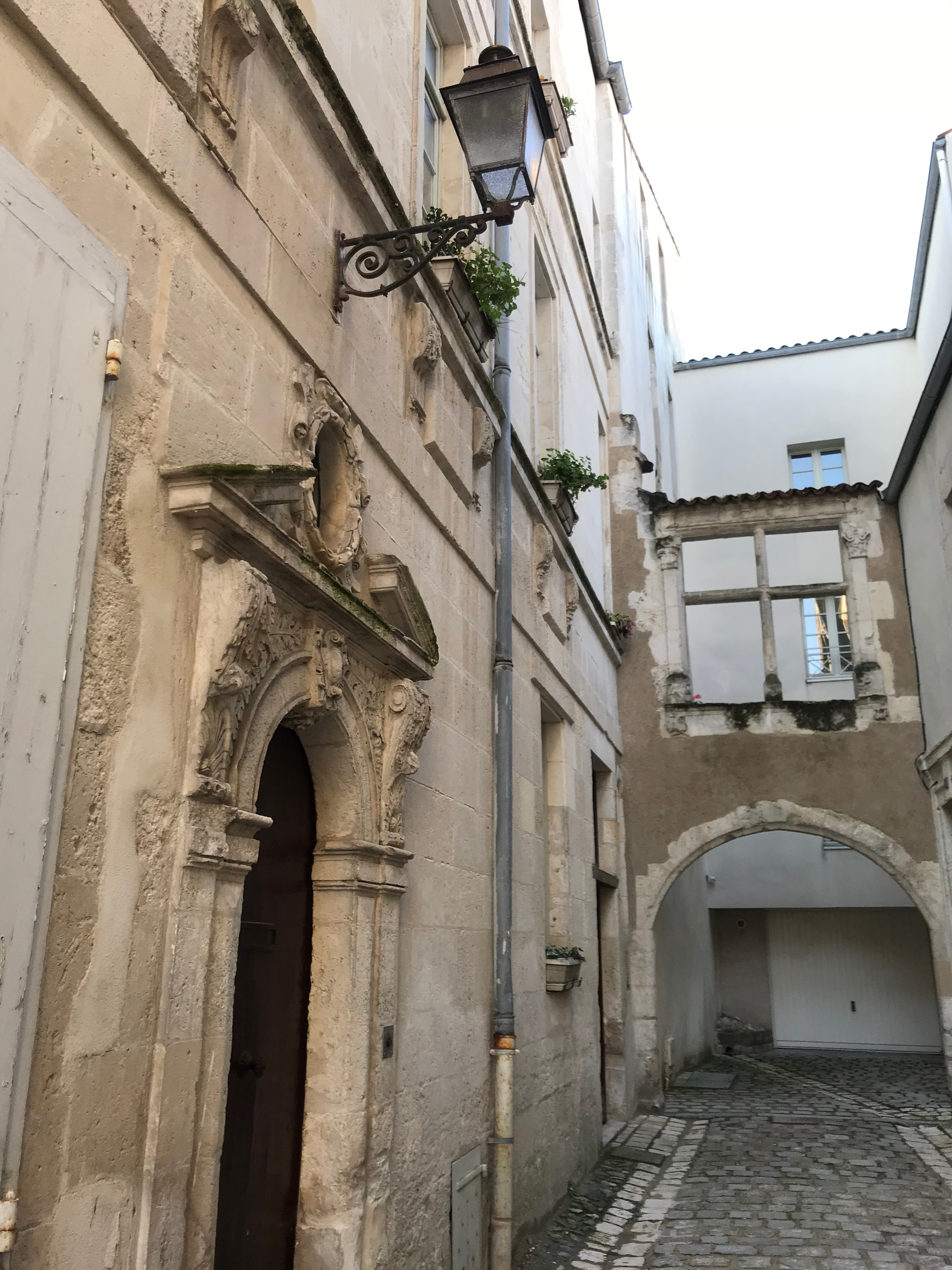
L'entrée de l'impasse Tout-y-Fault.